# Peter Gleick
Peter H. Gleick est un scientifique américain travaillant sur les questions liées à l'environnement. Il est né en 1956. Il travaille au Pacific Institute à Oakland, en Californie, qu'il a cofondé en 1987. En 2003, il a reçu une bourse MacArthur pour son travail sur les ressources en eau. Parmi les problèmes qu'il a abordés figurent les conflits liés aux ressources en eau, l'eau et le changement climatique, le développement et la santé humaine.
En 2006, il a été élu à l'Académie nationale des sciences des États-Unis. En 2011, Gleick était le président de lancement du « nouveau groupe de travail sur l'éthique et l'intégrité scientifiques » de l'Union américaine de géophysique (AGU). Gleick a reçu le prix commémoratif Ven Te Chow de l'Association internationale des ressources en eau (IWRA) en 2011, et la même année, lui et le Pacific Institute ont reçu le premier US Water Prize. En 2014, le journal The Guardian a classé Gleick parmi les 10 meilleurs « tweeters à eau » au monde. En 2019, l'Institut Boris Mints de l'Université de Tel Aviv a décerné à Gleick son prix annuel BMI en tant que "personne exceptionnelle qui a consacré sa recherche et sa vie universitaire à la solution d'un défi mondial stratégique".

## Biographie

### Enfance, Formations et Carrière
Gleick a obtenu un BS de l'université Yale et une maîtrise et un doctorat en énergie et ressources de l'université de Californie à Berkeley, avec une spécialisation en hydroclimatologie. Sa thèse a été la première à modéliser l'impact régional du changement climatique sur les ressources en eau,,. Gleick a produit certains des premiers travaux sur les liens entre les problèmes environnementaux, en particulier l'eau et le changement climatique, et la sécurité internationale, identifiant une longue histoire de conflits sur les ressources en eau et l'utilisation de l'eau à la fois comme arme et cible de guerre,,. Il a également lancé les concepts de la voie de l'eau douce, et de l'eau de pointe⁣,.
Gleick a travaillé comme assistant adjoint pour l'énergie et l'environnement auprès du gouverneur de Californie de 1980 à 1982.
En 2003, il reçoit la bourse MacArthur pour ses travaux sur les ressources en eau, et en 2006, il est élu à l'Académie nationale des sciences⁣⁣, des États-Unis.
Son livre de 2010, Bottled and Sold: The Story Behind Our Obsession with Bottled Water, publié par Island Press, a remporté le Nautilus Book Award dans la catégorie Conscious Media/Journalism/Investigative Reporting,.
En 2011, Gleick a reçu le prix commémoratif Ven Te Chow de l'Association internationale des ressources en eau (IWRA). Toujours en 2011, Gleick et le Pacific Institute ont reçu le premier prix américain de l'eau.
En 2012, Oxford University Press publie un livre écrit par Gleick et ses collègues : A 21st Century US Water Policy, et il est nommé l'un des 25 « Héros de l'eau » par Xylem. En 2013, Gleick reçoit un prix pour l'ensemble des réalisations par les Silicon Valley Water Conservation Awards.
Début 2013, Gleick a lancé un nouveau blog sur National Geographic ScienceBlogs intitulé "Significant Figures". Il est également un collaborateur régulier du Huffington Post Green.
Gleick apparaît également dans un large éventail de films documentaires liés à l'eau, notamment River's End: California's Latest Water War, le documentaire de Jim Thebaut "Running Dry", la série documentaire allemande de 2004 "Der durstige Planet", Le long métrage documentaire d'Irena Salina Flow: For Love of Water, a accepté pour le Festival du film de Sundance 2008, le documentaire d'ABC News "Earth2100". Le long métrage documentaire de 2011 de Jessica Yu et Elise Pearlstein, Last Call at the Oasis de Participant Media, et Pumped Dry : The Global Crisis of Vanishing Groundwater (Une production du réseau USA Today) USA Today,. Il a siégé aux conseils consultatifs scientifiques de Thirst, Grand Canyon Adventure: River at Risk et d'autres films liés à l'eau.

## Institut du Pacifique

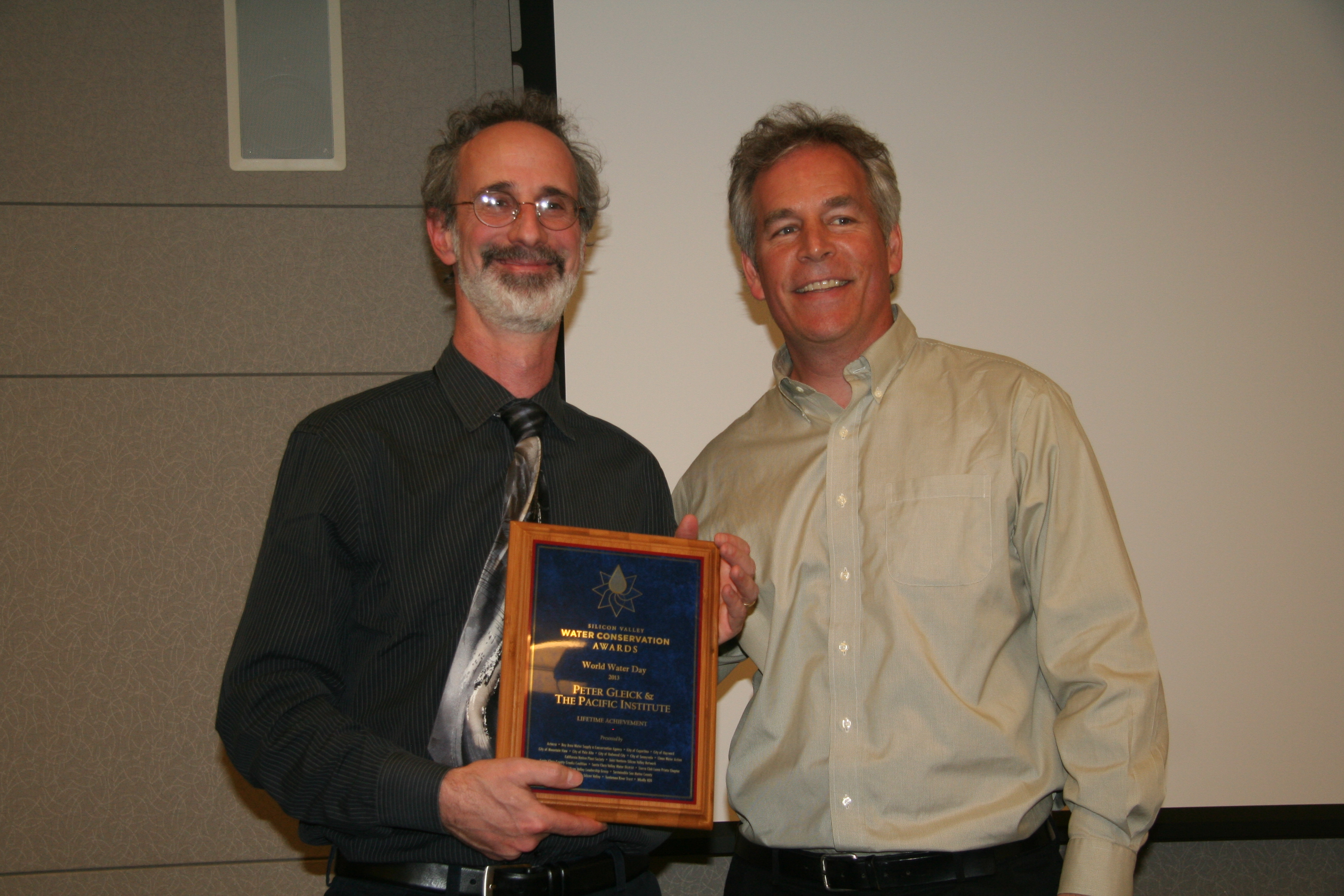
Peter Gleick reçoit, pour l'ensemble de sa carrière, le Prix de la conservation de l'eau de la Silicon Valley

Les recherches de Peter Gleick portent sur les relations interdisciplinaires entre les problèmes environnementaux mondiaux, en mettant l'accent sur l'eau douce et le changement climatique. En 1987, avec deux collègues, Gleick a fondé le Pacific Institute for Studies in Development, Environment, and Security, un centre de recherche politique indépendant à but non lucratif, actuellement situé à Oakland, en Californie. La mission de l'Institut est de créer et proposer des solutions aux défis mondiaux les plus pressants en matière de l'eau" . Gleick occupe présentement le poste de président émérite de l'Institut,, ayant été remplacé comme président par Jason Morrison.

## Changement climatique et eau
La thèse de doctorat de Gleick à l'Université de Californie, Berkeley, et ses premières recherches, ont porté sur les impacts du changement climatique causé par l'homme sur les ressources en eau douce. Il a été le premier à relier les résultats des modèles de circulation générale du climat à grande échelle à un modèle hydrologique régional détaillé afin d'évaluer comment les changements de température et de précipitations modifieraient le débit des cours d'eau, le manteau neigeux et l'humidité du sol, en se concentrant sur le bassin du fleuve Sacramento en Californie,. Entre autres résultats, ces travaux ont été les premiers à attirer l'attention sur les risques que la hausse des températures entraîne une accélération de la fonte des neiges et un passage à un ruissellement plus précoce dans les zones montagneuses, entraînant une augmentation des risques d'inondation en hiver et une réduction du ruissellement au printemps et en été. Bon nombre des effets prévus par ces premiers travaux ont maintenant été observés. Gleick a également été co-auteur principal du rapport sur le secteur de l'eau de la première évaluation nationale du climat, publiée en 2000. L'évaluation nationale du climat est un effort permanent inter-agences du gouvernement des États-Unis sur la science du changement climatique, mené sous les auspices de la loi de 1990 sur la recherche sur le changement global. C'est un produit majeur  du programme américain de recherche sur le changement global qui coordonne une équipe d'experts et reçoit la contribution d'un comité consultatif fédéral.

## Environnement et sécurité
En tant que chercheur post-doctoral en 1987 et 1988 à l'université de Californie à Berkeley, Gleick a publié certains des premiers travaux traitant des risques des facteurs environnementaux pour la sécurité nationale et internationale, y compris le changement climatique et les ressources en eau. Jusqu'à cette époque, la plupart des travaux universitaires sur la sécurité internationale étaient liés à la realpolitik et aux relations de superpuissance entre les États-Unis et l'Union soviétique. Dans les années 1980, les tensions entre les superpuissances se sont déplacées après l'effondrement de l'Union soviétique. Simultanément, on s'est inquiété d'un éventail beaucoup plus large de menaces pour la paix, notamment les menaces environnementales liées aux implications politiques de l'utilisation des ressources ou de la pollution à grande échelle. Au milieu des années 1980, ce domaine d'étude était connu sous le nom de "sécurité environnementale" et il est désormais largement admis que les facteurs environnementaux jouent un rôle direct et indirect dans les différends politiques et les conflits violents. Les premiers chercheurs éminents dans ce domaine sont Norman Myers, Jessica Tuchman Mathews, Michael Renner, Richard Ullman, Arthur Westing, Michael Klare, Thomas Homer Dixon et Geoffrey Dabelko. L'article de Gleick publié en 1989 dans la revue Climatic Change traite de la manière dont les changements climatiques pourraient affecter les tensions régionales et mondiales concernant la production alimentaire mondiale, l'accès aux minéraux stratégiques de l'Arctique et les ressources en eau douce, et son article publié en 1993 dans la revue Sécurité Internationale portait quant à lui sur la menace de violence liée aux ressources en eau. Il a continué à se concentrer sur ces questions et a créé et maintient la chronologie des conflits liés à l'eau, une base de données en ligne complète sur la violence associée aux ressources en eau, publiée par le Pacific Institute. Cette base de données remonte à près de 6 000 ans, avec plus de 1 000 entrées identifiant les cas où les ressources ou systèmes en eau ont été le déclencheur, la cible ou l'arme de la violence. Ce travail a été reconnu par les analystes de l'armée et de la communauté du renseignement et Gleick  informe, à cet effet, les dirigeants militaires politiques et a donné des conférences au US Army War College et au École Nationale de Guerre à Washington.

## Droit humain à l'eau
Gleick est également à l'origine de certains des premiers travaux définissant le droit humain à l'eau. Au XXe siècle, les lois sur les droits de l'homme se sont d'abord concentrées sur les droits politiques et civils protégés par la Déclaration universelle des droits de l'homme de 1948. Dans les années 1960, cependant, les universitaires et les experts en droits de l'homme ont attiré l'attention sur les droits économiques, sociaux et culturels, avec le Pacte international relatif aux droits économiques, sociaux et culturels (PIDESC) de 1966. Bien qu'aucune de ces déclarations n'ait abordé la question de l'eau, dans les années 1990, l'incapacité à fournir de l'eau potable et des installations sanitaires à des centaines de millions de personnes a suscité une inquiétude croissante et les spécialistes ont demandé la reconnaissance explicite d'un droit humain à l'eau. Deux des premiers efforts pour définir le droit de l'homme à l'eau sont venus du professeur de droit Stephen McCaffrey de l'Université du Pacifique en 1992 et Gleick en 1998. McCaffrey a déclaré qu'un tel droit pourrait être envisagé comme faisant partie intégrante du droit à l'alimentation ou à la subsistance, du droit à la santé ou, plus fondamentalement, du droit à la vie. Gleick a ajouté : "que l'accès à un besoin fondamental en eau est un droit humain fondamental implicitement et explicitement soutenu par le droit international, les déclarations et la pratique des États". Un article de 1996 de Gleick a plaidé pour la définition et la quantification d'un besoin en eau de base de 50 litres d'eau par personne et par jour pour la boisson, la cuisine, le nettoyage et l'assainissement, et les Nations unies ont cité ce travail dans l'Observation générale 15, rédigée en 2002, qui ont fourni leur définition la plus claire du droit humain à l'eau à ce point Comité des droits économiques, sociaux et culturels des Nations Unies dans l'Observation générale 15 rédigée en 2002. L'observation générale 15 était une interprétation non contraignante selon laquelle l'accès à l'eau était une condition de la jouissance du droit à un niveau de vie suffisant, inextricablement lié au droit au meilleur état de santé susceptible d'être atteint, et donc un droit de l'homme. Il stipulait : « Le droit humain à l'eau donne à chacun le droit à une eau suffisante, sûre, acceptable, physiquement accessible et abordable pour ses usages personnels et domestiques. En 2010, l'Assemblée générale des Nations unies a officiellement adopté le droit humain à l'eau et à l'assainissement dans la résolution 64/292 de l'Assemblée générale du 28 juillet 2010. Cette résolution reconnaissait le droit de chaque être humain d'avoir accès à une eau suffisante, salubre et abordable pour ses usages personnels et domestiques. En septembre 2010, le Conseil des droits de l'homme des Nations unies a adopté une résolution reconnaissant que le droit humain à l'eau et à l'assainissement fait partie du droit à un niveau de vie suffisant. Les travaux de Gleick sur les besoins fondamentaux en eau et les droits de l'homme ont également été utilisés dans l'affaire Mazibuko. L'affaire judiciaire de la ville de Johannesburg en Afrique du Sud concernant le droit humain à l'eau à Phiri, l'un des quartiers les plus anciens du canton de Soweto. Le Pacific Institute a contribué au témoignage juridique de cette affaire en s'appuyant sur les travaux du Dr Peter Gleick. Les travaux du centre d'études juridiques appliquées de l'université du Witwatersrand à Johannesburg, en Afrique du Sud, et du Pacific Institute à Oakland, en Californie, ont été récompensés par un prix BENNY 2008 du Business Ethics Network,.

## Travaux actuels
Gleick est l'éditeur de la série biennale sur l'état de l'eau dans le monde, intitulée The World's Water, publiée par Island Press, Washington, fournit régulièrement des témoignages au Congrès des États-Unis et aux assemblées législatives des États, et a publié de nombreux articles scientifiques des articles. Le neuvième volume de "The World's Water" est sorti début février 2018. Il est une source majeure d'informations sur les questions d'eau et de climat pour les médias et a été présenté sur CNBC, CNN, Fox Business, Fresh Air avec Terry Gross, NPR, dans des articles du New Yorker, et de nombreux autres points de vente.
Gleick donne des conférences des dizaines de fois par an sur les défis et les solutions mondiaux en matière de ressources en eau, la science et la politique climatiques et l'intégrité de la science. En 2008, il a présenté Abel Wolman Distinguished Lecture à l'Académie nationale des sciences des États-Unis. Il a été conférencier principal en 2009 à la conférence Nobel au Gustavus Adolphus College. En 2014, Gleick publie un article évalué par des pairs dans la revue Weather, Climate, and Society (WCA(S) de l'American Meteorological Society qui traitait du rôle de la sécheresse, du changement climatique et des décisions de gestion de l'eau dans l'influence de la guerre civile en Syrie. Cet article était l'article WCAS le plus lu en 2014.
En septembre 2014, Gleick prononce un discours introductif lors du symposium "Global Climate Negotiations : Leçons tirées du symposium de la Californie, coorganisé par l'Institut Schwarzenegger de l'USC avec le California Air Resources Board et les R20 Regions of Climate Action (R20) à Sacramento, qui met en évidence les différentes politiques appliquées par l'État de Californie face à l'impact du changement climatique,. En février 2015, les travaux de Gleick sur le « Water-Energy Nexus » ont été mis en évidence dans un discours à l'université de Georgetown pendant le colloque annuel du centre d'études arabes contemporaines en 2015.
D'autres conférences récentes incluent un discours introductif au Symposium 2017 sur le droit humain à l'eau en novembre 2017 à la McGeorge School of Law, un discours liminaire « The Beacon of Science in a Fact-Free Fog » à la conférence SkeptiCal 2019, et une présentation en 2019 lors de la semaine de l'eau de la Banque mondiale sur « L'eau, le climat et la sécurité : renforcer la résilience dans un monde fragile ».

## Incident de l'Institut Heartland
Le 20 février 2012, Gleick a annoncé qu'il était responsable de la distribution non autorisée de documents du Heartland Institute à la mi-février. Gleick a rapporté qu'il avait reçu "un document anonyme par courrier décrivant ce qui semblait être des détails de la stratégie du programme climatique du Heartland Institute ", et en essayant de vérifier l'authenticité du document, avait "sollicité et reçu des documents supplémentaires directement du Heartland Institute sous le nom de quelqu'un d'autre". Répondant à la fuite, le Heartland Institute a déclaré que l'un des documents publiés, un « mémo stratégique » de deux pages, avait été falsifié. Gleick a nié avoir falsifié le document. Gleick a décrit ses actions comme "un grave manquement à mon propre jugement et à mon jugement professionnel et à mon éthique" et a déclaré qu'il "regrettait profondément [ses] propres actions dans cette affaire" et "offrait [ses] excuses personnelles à toutes les personnes concernées". Il a déclaré que "Mon jugement a été aveuglé par ma frustration face aux efforts en cours - souvent anonymes, bien financés et coordonnés - pour attaquer la science du climat et les scientifiques et empêcher ce débat, et par le manque de transparence des organisations impliquées",. Le 24 février, il a écrit au conseil d'administration de l'Institut du Pacifique pour demander un "congé d'absence temporaire à court terme" de l'Institut,. Le conseil d'administration s'est déclaré "profondément préoccupé par les événements récents" impliquant Gleick et les documents de Heartland, et a nommé un nouveau directeur exécutif par intérim le 27 février. Gleick a été réintégré à la suite d'une enquête, dans laquelle l'institut n'a trouvé aucune preuve à l'appui des accusations de contrefaçon et "a soutenu ce que le Dr Gleick a déclaré publiquement concernant son interaction avec le Heartland Institute",.

## Distinctions
- 1999 Élu Académicien de l'Académie internationale de l'eau, Oslo, Norvège
- 2001 Nommé par la BBC comme "Visionary on the Environment" dans son Essential Guide to the 21st Century
- 2001 Nommé au Conseil des sciences et technologies de l'eau de l'Académie nationale des sciences, Washington
- 2003 Boursier MacArthur " Prix Genius "
- 2005 Élu membre de l'Association internationale des ressources en eau
- 2006 Élu membre de l'Association américaine pour l'avancement des sciences
- 2006 Élu membre de l'Académie nationale des sciences des États-Unis
- 2008 Sélectionné pour présenter la conférence distinguée Abel Wolman à l'Académie nationale des sciences des États-Unis, 23 avril 2008, Washington
- 2008 Nommé par la Smart List de Wired comme l'une des « 15 personnes que le prochain président devrait écouter » [79]
- 2009 Conférencier principal à la conférence Nobel au Gustavus Adolphus College à St. Peter, Minnesota [80]
- 2010 Nommé "Visionary : A Catalyst for an Enlightened Future" dans le Los Angeles Times Magazine, 3 janvier 2010
- Lauréat 2011, avec le Pacific Institute du premier US Water Prize
- Lauréat 2011 du prix commémoratif IWRA Ven Te Chow
- Nommé en 2012 pour le prix Next Century Innovators de la Fondation Rockefeller[81].
- 2012 Nommé l'un des 25 "Water Heroes" par Xylem[82].
- 2013 Honoré d'un Lifetime Achievement Award par les Silicon Valley Water Conservation Awards, 21 mars 2013
- 2014 Nommé l'un des "10 meilleurs tweeters à eau" au monde par le Guardian[83].
- 2015 A reçu le prix Leadership and Achievement du Conseil des présidents de sociétés scientifiques[84].
- 2015 A reçu le Carla Bard Environmental Education Award du Bay Institute[85].
- Prix Carl-Sagan de vulgarisation scientifique 2018
- 2019 Récompensé par le prix de l'Institut Boris-Mints[9].

## Livres
- Peter H. Gleick (éditeur), Water in Crisis: A Guide to the World's Fresh Water Resources. Oxford University Press, New York, 1993. (ISBN 978-0-19-507628-8)
- Peter H. Gleick, The World's Water 1998–1999 (Volume 1) : Le rapport biennal sur les ressources en eau douce. Island Press, Washington, 1998.
- Peter H. Gleick, The World's Water 2000–2001 (Volume 2) : Le rapport biennal sur les ressources en eau douce. Island Press, Washington, 2000.
- Peter H. Gleick et associés, The World's Water 2002–2003 (Volume 3) : Le rapport biennal sur les ressources en eau douce. Island Press, Washington, 2002.
- Peter H. Gleick et associés, The World's Water 2004–2005 (Volume 4) : Le rapport biennal sur les ressources en eau douce. Island Press, Washington, 2004.
- Peter H. Gleick et associés, The World's Water 2006–2007 (Volume 5) : Le rapport biennal sur les ressources en eau douce. Island Press, Washington, 2006.
- Peter H. Gleick et associés, The World's Water 2008–2009 (Volume 6) ; Le rapport biennal sur les ressources en eau douce. Island Press, Washington, 2008.
- Peter H. Gleick et associés, The World's Water (Volume 7) : Le rapport biennal sur les ressources en eau douce. Island Press, Washington, 2011.
- Peter H. Gleick, Embouteillé et vendu : l'histoire de notre obsession pour l'eau en bouteille. Island Press, Washington, 2010. Site Web : mis en bouteille et vendu
- Juliet Christian-Smith et Peter H. Gleick (éditeurs), A 21st Century US Water Policy. Oxford University Press, New York, 2012. (ISBN 9780199859443). Page Web du catalogue d'Oxford University Press
- Peter H. Gleick et associés, The World's Water (Volume 8) : Le rapport biennal sur les ressources en eau douce. Island Press, Washington, 2014. (ISBN 9781610914819 et 9781610914826) Web du catalogue Island Press
- Peter H. Gleick et associés, The World's Water (Volume 9) : Le rapport biennal sur les ressources en eau douce. Pacific Institute, Oakland (Californie), 2018. (ISBN 1983865885 et 978-1983865886) de l'Institut mondial de l'eau du Pacifique